# 正彦神社
正彦神社（まさひこじんじゃ）は、長崎県南松浦郡新上五島町曽根郷に鎮座する神社である。

## 祭神
天忍穂耳命を主祭神に祀り、菅原道真公を配祀する。
配祀神の菅原道真公は、津和崎郷江袋地区鎮座の天満神社の祭神である。

### 境内社

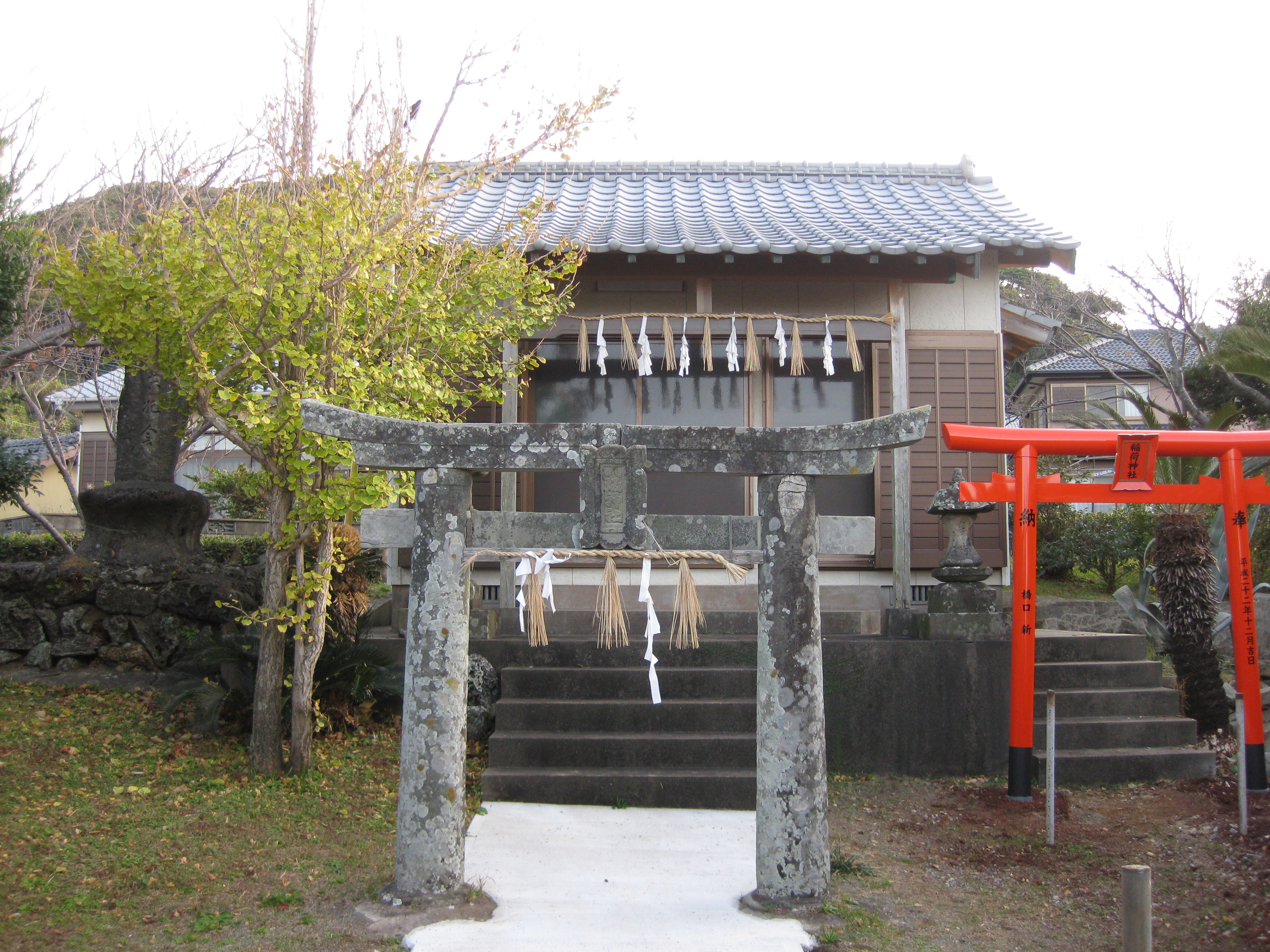
境内社・八坂神社、稲荷神社

- 八坂神社
- 稲荷神社

## 歴史
創建年代は不詳だが、寛文年間（1661年～1672年）の創建とされる。奈摩・政彦神社を創建した藤原氏の末裔である藤原高光が、当地を領した際に政彦神社より分霊し、天津児屋根命の末裔である天忍穂耳命を奉祀したと伝えられる。

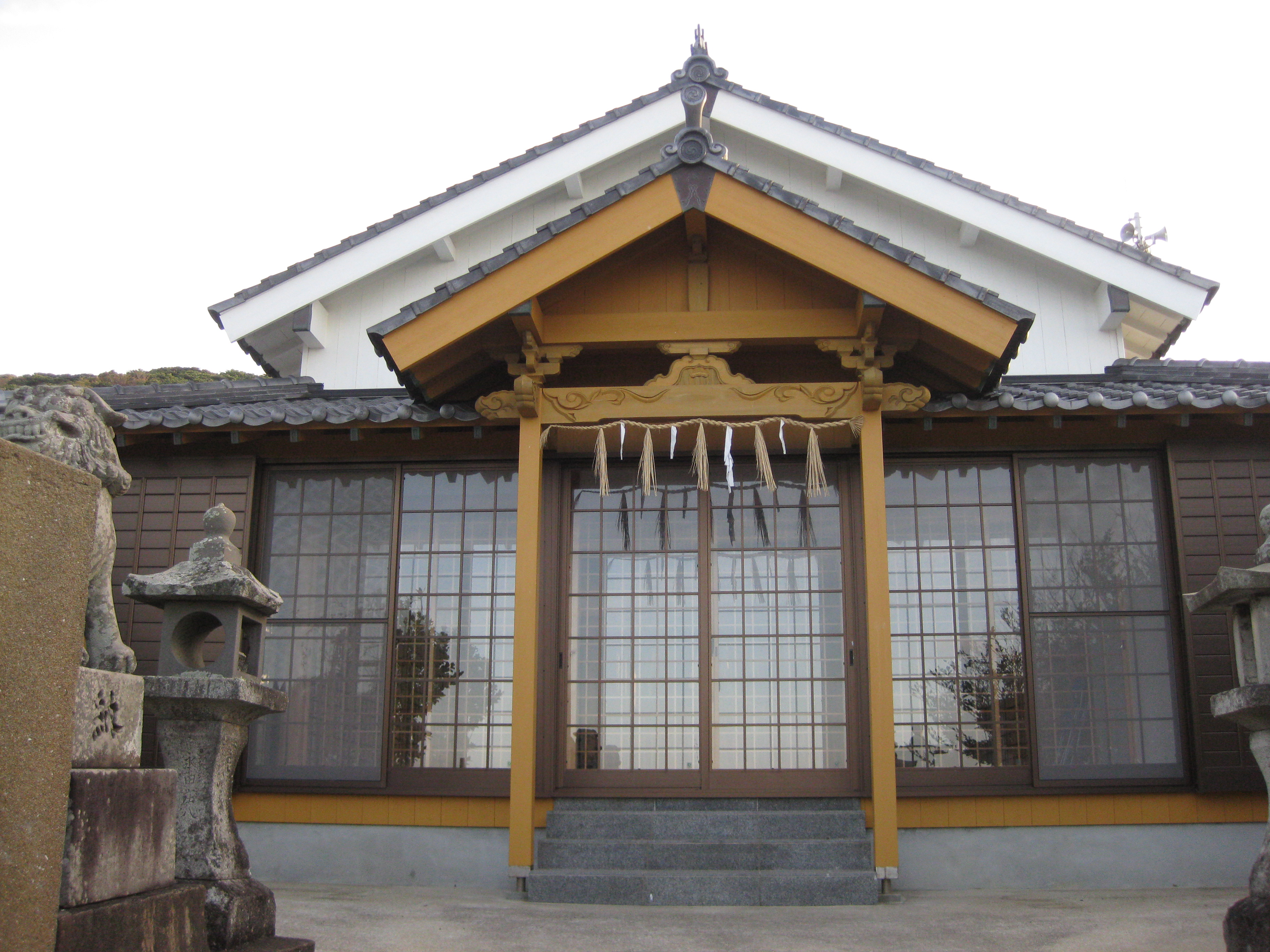
社殿

当初は政彦宮と称していたが、明治3年（1870年）に社号を現在の正彦神社に改称、同7年（1874年）5月5日に村社に列せられる。また同初年には、かつて同郷の別地に鎮座していた天満神社が津和崎郷江袋に奉遷した後、当社に合祀された。昭和5年（1930年）11月4日に神饌幣帛料供進神社に指定された。

## 祭祀
旧9月8、9日の例祭には上五島神楽が奉納される。上五島神楽は国の選択無形民俗文化財に選択された五島神楽に含まれ、長崎県無形民俗文化財に単独で指定された。
主な祭礼・神事
- 祇園祭（8月24、25日）
- 例大祭（旧9月8、9日）

## その他の神社
隣接する小串郷に小串神社、旧上五島町奈摩郷に政彦神社がある。

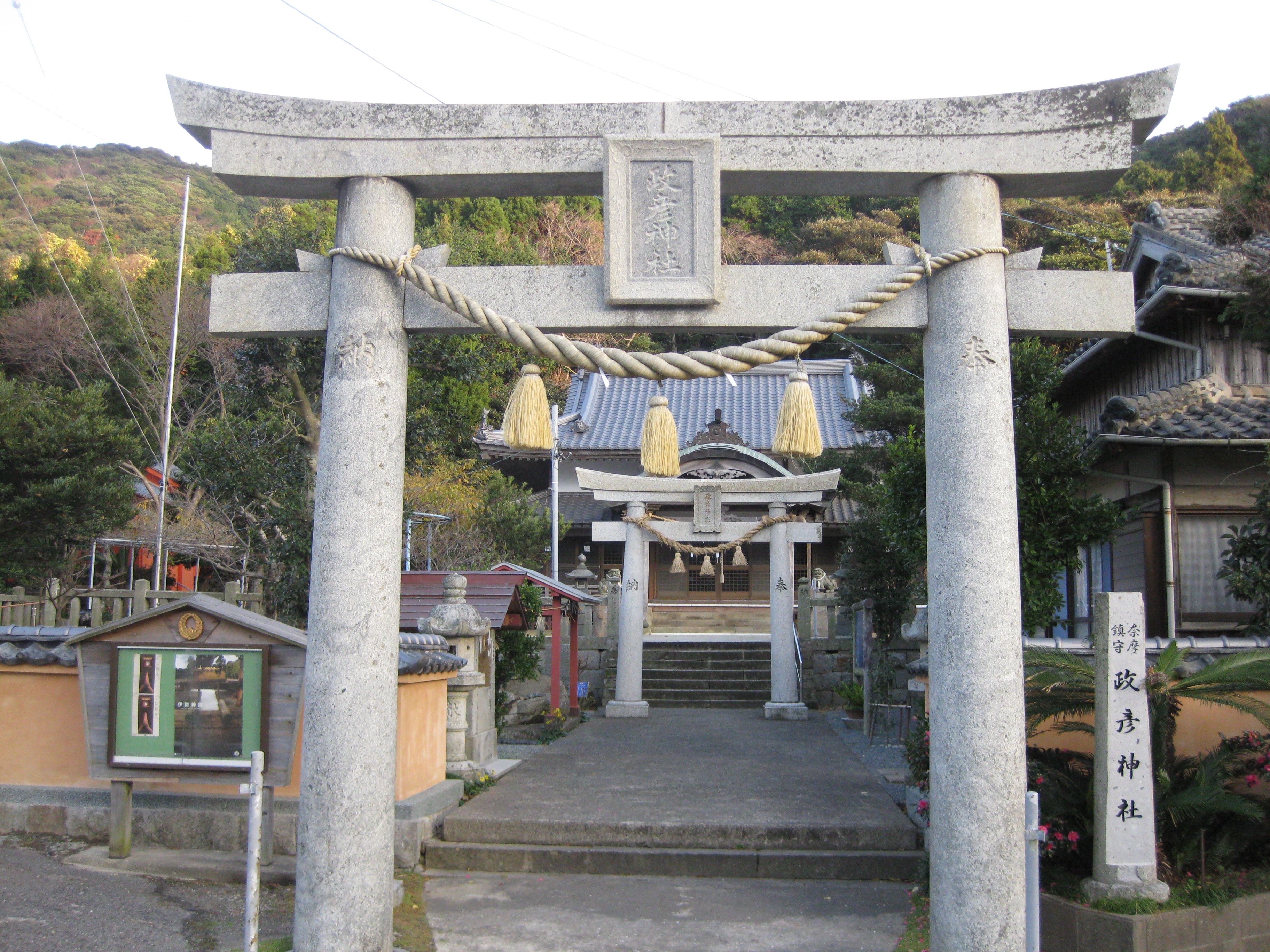
政彦神社（奈摩郷）
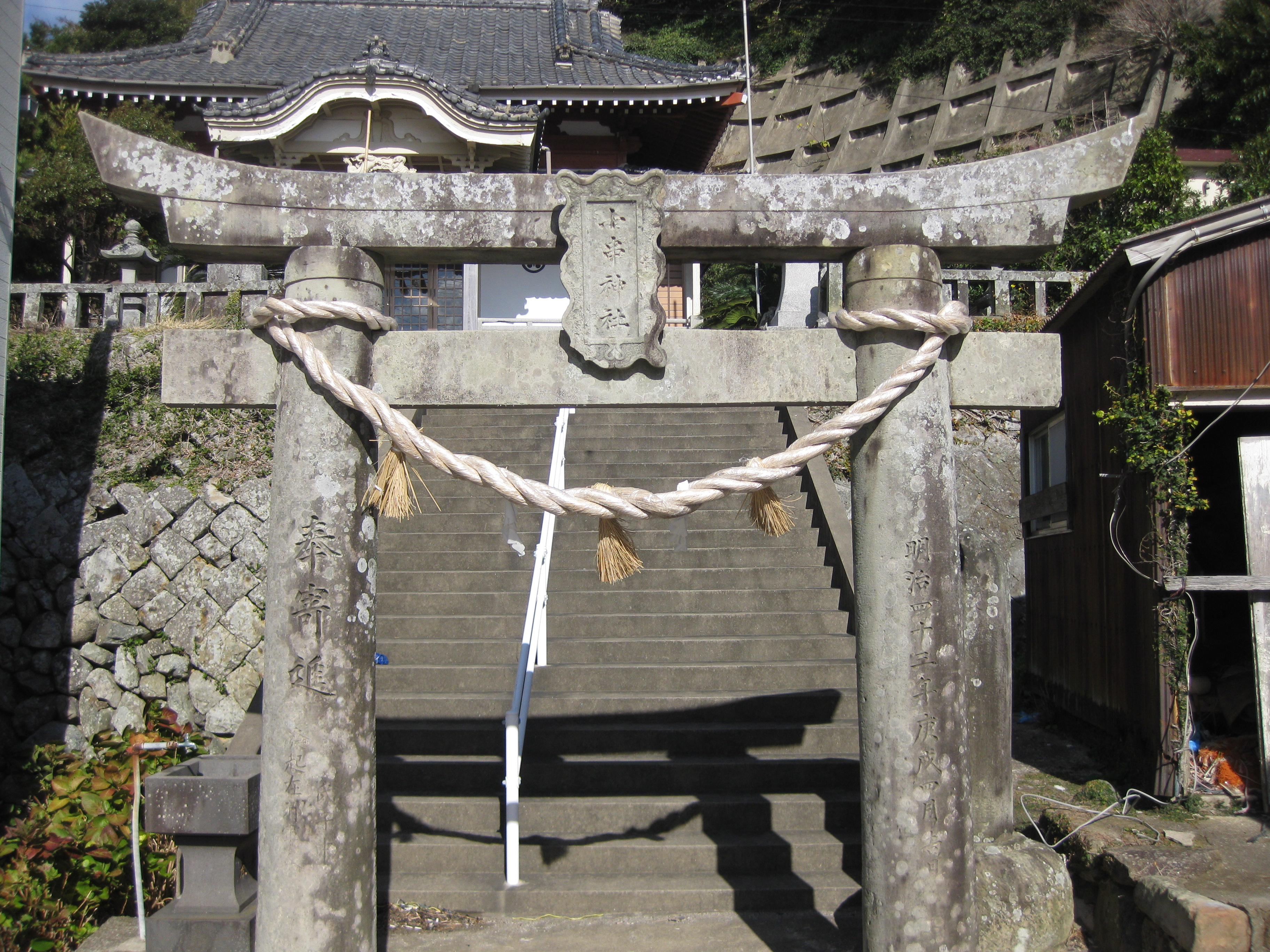
小串神社（小串郷）